# Вогијера (Ферара)
Вогијера (итал. Voghiera) је насеље у Италији у округу Ферара, региону Емилија-Ромања.
Према процени из 2011. у насељу је живело 1158 становника. Насеље се налази на надморској висини од 5 м.

## Становништво
| 1931. | 1936. | 1951. | 1961. | 1971. | 1981. | 1991. | 2001. | 2011. |
| ----- | ----- | ----- | ----- | ----- | ----- | ----- | ----- | ----- |
| 4.834 | 4.926 | 5.497 | 4.833 | 4.286 | 4.077 | 4.088 | 3.945 | 3.847 |